# Cancionero de Palacio
El Cancionero de Palacio (Madrid, Reial Biblioteca, MS II - 1335), anomenat de vegades Cancionero musical de Palacio (CMP) i també conegut com a Cancionero de Barbieri, és un manuscrit espanyol que conté música del Renaixement, obres recopilades durant un període de quaranta anys, des de l'últim terç del segle xv fins a principis del XVI, temps que coincideix aproximadament amb el regnat dels Reis Catòlics.

## Autors
- Juan del Encina (63)
- Millán (23)
- Gabriel Mena (18)
- Pedro de Escobar (17)
- Francisco de la Torre (15)
- Juan Ponce (12)
- Alonso de Mondéjar (12)
- Francisco de Peñalosa (10)
- Alonso (10)
- Garci Sánchez de Badajoz (8)
- Jacobo de Milarte (6)
- Pedro de Lagarto (4)
- Juan de Anchieta (4)
- Juan de Urrede (3)
- Enrique (3)
- Garcimuñoz (3)
- Pedro Juan Aldomar (3)
- Juan Álvarez de Almorox (3)
- Alonso de Córdoba (3)
- Alfonso de Troya (3)
- Juan de Triana (3-2)
- Juan Cornago (3-2)
- Móxica (2)
- Juan Pérez de Gijón (2)
- Antonio de Ribera (2)
- Bernaldino de Brihuega (2)
- Alonso de Toro (2)
- Antonio de Contreras (2)
- Diego Fernández (2)
- Juan de Sanabria (2)
- Fernand Pérez de Medina (2)
- Juan de Espinosa (2)
- Josquin Des Pres (1)
- Alonso Pérez de Alba (1)
- Lope de Baena (1)
- Ajofrín (1)
- Diego de Fermoselle (1)
- J. Rodríguez Torote (1)
- Juan de Valera (1)
- Lope Martínez (1)
- Lucas Fernández (1)
- Lucas (1)
- Roma (1)
- Salcedo (1)
- Sant Juan (1)
- Sedano (1)
- Tordesillas (1)
- Vilches (1)
- Juan de León (1)
- Giovanni Brocco (1)
- Giacomo Fogliano (1)
- Bartolomeo Tromboncino (1)